# Seznam evroposlancev iz Belgije (1999–2004)
Seznam evroposlancev iz Belgije' v mandatu 1999-2004.

## A
- Anne André-Léonard (Evropska liberalna, demokratska in reformna stranka)

## B
- Ward Beysen (Neodvisni)

## C
- Philip Claeys (Neodvisni)
- Willy De Clercq (Evropska liberalna, demokratska in reformna stranka)

## D
- Jean-Maurice Dehousse (Stranka evropskih socialistov)
- Véronique De Keyser (Stranka evropskih socialistov)
- Gérard Deprez (Evropska ljudska stranka - Evropski demokrati)
- Jan Dhaene (Skupina Zelenih-Evropska svobodna zveza)
- Koenraad Dillen (Neodvisni)

## E
- Saïd El Khadraoui (Stranka evropskih socialistov)

## G
- Mathieu Grosch (Evropska ljudska stranka - Evropski demokrati)

## H
- Michel Hansenne (Evropska ljudska stranka - Evropski demokrati)

## J
- Pierre Jonckheer (Skupina Zelenih-Evropska svobodna zveza)

## L
- Paul A.A.J.G. Lannoye (Skupina Zelenih-Evropska svobodna zveza)

## M
- Nelly Maes (Skupina Zelenih-Evropska svobodna zveza)

## R
- Frédérique Ries (Evropska liberalna, demokratska in reformna stranka)

## S
- Miet Smet (Evropska ljudska stranka - Evropski demokrati)
- Patsy Sörensen (Skupina Zelenih-Evropska svobodna zveza)
- Bart Staes (Skupina Zelenih-Evropska svobodna zveza)
- Dirk Sterckx (Evropska liberalna, demokratska in reformna stranka)

## T
- Marianne Thyssen (Evropska ljudska stranka - Evropski demokrati)

## V
- Anne Van Lancker (Stranka evropskih socialistov)
- Johan Van Hecke (Evropska liberalna, demokratska in reformna stranka)

## Z
- Olga Zrihen (Stranka evropskih socialistov)